# Troglodyte gris
Cantorchilus griseus
Espèce
Statut de conservation UICN

 LC  : Préoccupation mineure
Le Troglodyte gris (Cantorchilus griseus) est une espèce d'oiseau de la famille des Troglodytidae.
Cet oiseau peuple l'État d'Amazonas.